# Équipe de France de rugby à XV à la Coupe du monde 1995
L'équipe de France de rugby à XV à la Coupe du monde 1995 termine troisième de la compétition après avoir battu l'équipe d'Angleterre lors de la petite finale.

## Les joueurs
Les joueurs ci-après ont joué pendant cette Coupe du monde 1995.

### Première ligne
- Louis Armary (3 titularisations[1] : Tonga  ; Irlande  ; Afrique du Sud )
- Jean-Michel Gonzalez (5 titularisations : Tonga  ; Écosse  ; Irlande  ; Afrique du Sud  ; Angleterre )
- Philippe Gallart (1 titularisation : Tonga )
- Laurent Bénézech (3 titularisations : Côte d'Ivoire  ; Écosse  ; Angleterre )
- Christian Califano (5 titularisations : Côte d'Ivoire  ; Écosse  ; Irlande  ; Afrique du Sud  ; Angleterre )
- Marc de Rougemont (1 titularisation : Côte d'Ivoire )

### Deuxième ligne
- Olivier Merle (5 titularisations : Tonga  ; Écosse  ; Irlande  ; Afrique du Sud  ; Angleterre )
- Olivier Brouzet (2 titularisations : Tonga  ; Côte d'Ivoire )
- Olivier Roumat (5 titularisations : Côte d'Ivoire  ; Écosse  ; Irlande  ; Afrique du Sud  ; Angleterre )

### Troisième ligne
- Abdelatif Benazzi (6 titularisations : Tonga  ; Côte d'Ivoire  ; Écosse  ; Irlande  ; Afrique du Sud  ; Angleterre )
- Philippe Benetton (2 titularisation : Tonga  ; Écosse  et 1 remplacement : Côte d'Ivoire )
- Marc Cécillon (3 titularisations : Tonga  ; Irlande  ; Afrique du Sud  et 1 remplacement : Écosse )
- Laurent Cabannes (5 titularisations : Côte d'Ivoire  ; Écosse ; Irlande  ; Afrique du Sud  ; Angleterre  et 1 remplacement : Tonga )
- Albert Cigagna (1 titularisation : Angleterre )
- Arnaud Costes (1 titularisation : Côte d'Ivoire )

### Demi de mêlée
- Fabien Galthié (2 titularisations : Afrique du Sud  ; Angleterre )
- Aubin Hueber (2 titularisations : Tonga  ; Irlande  ; 1 remplacement : Écosse )
- Guy Accoceberry (2 titularisations : Côte d'Ivoire  ; Écosse )

### Demi d’ouverture
- Yann Delaigue (2 titularisations : Tonga  ; Côte d'Ivoire )
- Christophe Deylaud (3 titularisations : Écosse  ; Irlande  ; Afrique du Sud  et 1 remplacement : Côte d'Ivoire )
- Franck Mesnel (1 titularisation : Angleterre )

### Trois quart centre
- Philippe Sella (5 titularisations : Tonga  ; Écosse  ; Irlande  ; Afrique du Sud  ; Angleterre )
- Thierry Lacroix (6 titularisation : Tonga  ; Côte d'Ivoire  ; Écosse  ; Irlande  ; Afrique du Sud  ; Angleterre )
- Frank Mesnel (1 titularisation : Côte d'Ivoire )

### Trois quart aile
- Philippe Saint-André  (capitaine, 6 titularisations : Tonga  ; Côte d'Ivoire  ; Écosse  ; Irlande  ; Afrique du Sud  ; Angleterre )
- Émile Ntamack (5 titularisations : Tonga  ; Écosse  ; Irlande  ; Afrique du Sud  ; Angleterre )
- William Téchoueyres (1 titularisation : Côte d'Ivoire )

### Arrières
- Jean-Luc Sadourny (5 titularisations : Tonga  ; Écosse  ; Irlande  ; Afrique du Sud  ; Angleterre )
- Sébastien Viars (1 titularisation : Côte d'Ivoire )

## Statistiques
- France : 184 points (17 essais, 9 transformations, 26 pénalités, 1 drop).

### Meilleurs réalisateurs
- Thierry Lacroix : 112 points (4 essais, 7 transformations, 26 pénalités), meilleur réalisateur de l'édition 1995.
- Philippe Saint-André : 15 points (3 essais)
- Émile Ntamack : 15 points (3 essais)

### Meilleurs marqueurs d'essais
- Thierry Lacroix : 4 essais
- Philippe Saint-André : 3 essais
- Émile Ntamack : 3 essais